# منتخب إيطاليا لاتحاد الرغبي
منتخب إيطاليا الوطني لاتحاد الرغبي (بالإيطالية: Nazionale di rugby a 15 dell'Italia)‏ هو ممثل إيطاليا الرسمي في المنافسات الدولية في اتحاد الرغبي . تأسس في 20 مايو 1929.

## وصلات خارجية
- الموقع الرسمي